# Mélancolie (album)
Pour l’article homonyme, voir Mélancolie.
Albums de Damien Saez
Apocalypse
(2025) La Symphonie des siècles
(2025)
Mélancolie est le quatorzième album de Damien Saez,, à paraître en 2025. Il s'agit d'un double-album de musique acoustique enregistré au Zénith de Paris le 29 décembre 2022,.
Il est le premier album de ce type avant La symphonie des siècles, enregistré aux Arènes de Nîmes en juillet 2023 avec l'orchestre national Avignon-Provence, dirigé par le chef Nicolas Simoni.

## Histoire de l'album
L'annonce des concerts qui serviront d’enregistrement pour l'album est faite en mai 2020, accompagné d'un morceau instrumental, rock à la sonorité sombre intitulé Post Humanity.
Le titre de l'album est dévoilé le 16 mai 2020 sur le site officiel du chanteur « saez2021.fr » (avec l'inconnu de la pandémie de Covid-19, le site « saez2022.fr » est également déposé en cas de report), site consacré aux deux uniques concerts de l'artiste en 2021 à Paris. L'artiste déclare : « Je vous livrerai en 2021 deux concerts à Paris, deux soirées, l'une à la suite de l'autre. Deux concerts où je jouerai et enregistrerai pour la première fois deux doubles albums distincts, jamais enregistrés auparavant, devant vous. Même cheminement de création qu'en studio mais en une seule prise, face à mes amis... ».
Du fait de la pandémie de Covid-19, le concert est finalement repoussé en 2022, au Zénith de Paris le 29 décembre 2022.
Le 2 octobre 2024, les recueils de textes de Mélancolie et La symphonie des siècles sont publiés, dévoilant ainsi la liste officielle des 16 morceaux composant l'album.

## Analyse

### Thèmes et sonorités
Les morceaux sont interprétés à la guitare acoustique et au piano.

### La pochette
La pochette n'a pas encore été dévoilée.

## Liste des pistes
La liste des pistes est dévoilée début octobre 2024 dans le recueil de texte lié à l'album ainsi que dans Poésie, Anthologie 1999-2024, en novembre de la même année.
| 1.  | Les inséparables          | - |
| 2.  | Les mélancoliques         | - |
| 3.  | Patriote                  | - |
| 4.  | Chanteur démodé           | - |
| 5.  | Paraît qu'on a plus l'âge | - |
| 6.  | Je pleurerai              | - |
| 7.  | Mélancolie                | - |
| 8.  | La Môme                   | - |
| 9.  | Fauché                    | - |
| 10. | Lui contre moi            | - |
| 11. | Le petit marin fou        | - |
| 12. | Epleurez-moi              | - |
| 13. | L'arnarchiste             | - |
| 14. | Perfecto noir             | - |
| 15. | Peter Pan                 | - |
| 16. | Yellowstone               | - |
| -   |                           |   |

## Formats
- CD
- Vinyle
- Numérique